# Saint-Martin-de-Sallen
Saint-Martin-de-Sallen és un municipi francès situat al departament de Calvados i a la regió de Normandia. L'any 2007 tenia 562 habitants.

## Demografia

### Població
El 2007 la població de fet de Saint-Martin-de-Sallen era de 562 persones. Hi havia 207 famílies de les quals 47 eren unipersonals (16 homes vivint sols i 31 dones vivint soles), 66 parelles sense fills, 78 parelles amb fills i 16 famílies monoparentals amb fills.
La població ha evolucionat segons el següent gràfic:
Habitants censats

### Habitatges
El 2007 hi havia 271 habitatges, 220 eren l'habitatge principal de la família, 43 eren segones residències i 8 estaven desocupats. Tots els 271 habitatges eren cases. Dels 220 habitatges principals, 183 estaven ocupats pels seus propietaris, 34 estaven llogats i ocupats pels llogaters i 3 estaven cedits a títol gratuït; 1 tenia una cambra, 8 en tenien dues, 36 en tenien tres, 47 en tenien quatre i 128 en tenien cinc o més. 193 habitatges disposaven pel capbaix d'una plaça de pàrquing. A 94 habitatges hi havia un automòbil i a 113 n'hi havia dos o més.

### Piràmide de població
La piràmide de població per edats i sexe el 2009 era:
| Homes | Edats   | Dones |
| ----- | ------- | ----- |
| 0     | 95 o +  | 0     |
| 0     | 90 a 94 | 0     |
| 0     | 85 a 89 | 4     |
| 4     | 80 a 84 | 0     |
| 12    | 75 a 79 | 4     |
| 12    | 70 a 74 | 12    |
| 8     | 65 a 69 | 20    |
| 12    | 60 a 64 | 12    |
| 8     | 55 a 59 | 12    |
| 4     | 50 a 54 | 8     |
| 16    | 45 a 49 | 28    |
| 28    | 40 a 44 | 16    |
| 24    | 35 a 39 | 12    |
| 16    | 30 a 34 | 24    |
| 4     | 25 a 29 | 12    |
| 4     | 20 a 24 | 8     |
| 20    | 15 a 19 | 0     |
| 12    | 10 a 14 | 28    |
| 20    | 5 a 9   | 4     |
| 28    | 0 a 4   | 12    |

## Economia
El 2007 la població en edat de treballar era de 349 persones, 257 eren actives i 92 eren inactives. De les 257 persones actives 244 estaven ocupades (133 homes i 111 dones) i 13 estaven aturades (7 homes i 6 dones). De les 92 persones inactives 38 estaven jubilades, 30 estaven estudiant i 24 estaven classificades com a «altres inactius».

### Ingressos
El 2009 a Saint-Martin-de-Sallen hi havia 217 unitats fiscals que integraven 579,5 persones, la mediana anual d'ingressos fiscals per persona era de 17.651 €.

### Activitats econòmiques
Dels 15 establiments que hi havia el 2007, 7 eren d'empreses de construcció, 3 d'empreses de comerç i reparació d'automòbils, 1 d'una empresa de transport i 4 d'empreses de serveis.
Dels 6 establiments de servei als particulars que hi havia el 2009, 2 eren paletes i 4 lampisteries.
L'any 2000 a Saint-Martin-de-Sallen hi havia 22 explotacions agrícoles que ocupaven un total de 711 hectàrees.

## Poblacions més properes
El següent diagrama mostra les poblacions més properes.